# Stanisław Starczewski
Stanisław Starczewski (ur. ok. 1580 w Starcach, zm. 15 września 1643) – polski duchowny rzymskokatolicki, biskup pomocniczy płocki, opat komendatoryjny opactwa benedyktyńskiego w Płocku.

## Życiorys
Był najstarszym dzieckiem Sebastiana i Anny z domu Zapolskiej. 11 marca 1606 rozpoczął studia na Akademii Krakowskiej, nie wiadomo jednak czy studia ukończył na tej uczelni czy zagranicą. Pomiędzy 1612 a 1614 uzyskał tytuł doktora teologii. Święcenia subdiakonatu otrzymał 20 kwietnia 1612 z rąk biskupa krakowskiego Piotra Tylickiego. Otrzymał wówczas od biskupa płockiego Marcina Szyszkowskiego kanonię pułtuską, a pod koniec 1612 został oficjałem pułtuskim. Od 1614 kanonik płocki.
W 1614 bp Szyszkowski nominował go na biskupa pomocniczego diecezji płockiej. 22 września 1614 papież Paweł V prekonizował go na to stanowisko oraz mianował biskupem in partibus infidelium lacedemońskim. 15 września 1614 król Polski Zygmunt III Waza mianował go dodatkowo opatem komendatoryjnym klasztoru benedyktynów w Płocku.
26 kwietnia 1615 przyjął sakrę biskupią z rąk biskupa płockiego Marcina Szyszkowskiego. Współkonsekratorami byli biskup pomocniczy kujawsko-pomorski Franciszek Łącki oraz biskup pomocniczy poznański Andrzej Rychlicki.
Odnowił kościół św. Wojciecha przy klasztorze, którego był opatem. Wspierał finansowo jezuitów.
Biskupem pomocniczym płockim był do śmierci 15 września 1643. Pochowany został w kościele św. Wojciecha w Płocku. Po likwidacji tego kościoła w 1856 tablica nagrobna została przeniesiona do kościoła św. Bartłomieja w Płocku.